# Minérail
Puits Saint-Louis
Minérail est un musée français consacré à la mine de Messeix, appartenant au houillères d'Auvergne. Il est implanté sur le site de l'ancien puits Saint-Louis depuis 1990.

## Localisation
Le musée est situé au hameau des Gannes sur le territoire de la commune de Messeix, dans le département du Puy-de-Dôme en région Auvergne-Rhône-Alpes.

## Organisation du bâtiment
Plusieurs maquettes sont abritées dans la chambre chaude et d'autres bâtiments de la fosse. Les bâtiments du chevalement et de la machine d'extraction recueils de l'outillage et de la machinerie variée. Un train minier touristique fait le tour du carreau de la mine.

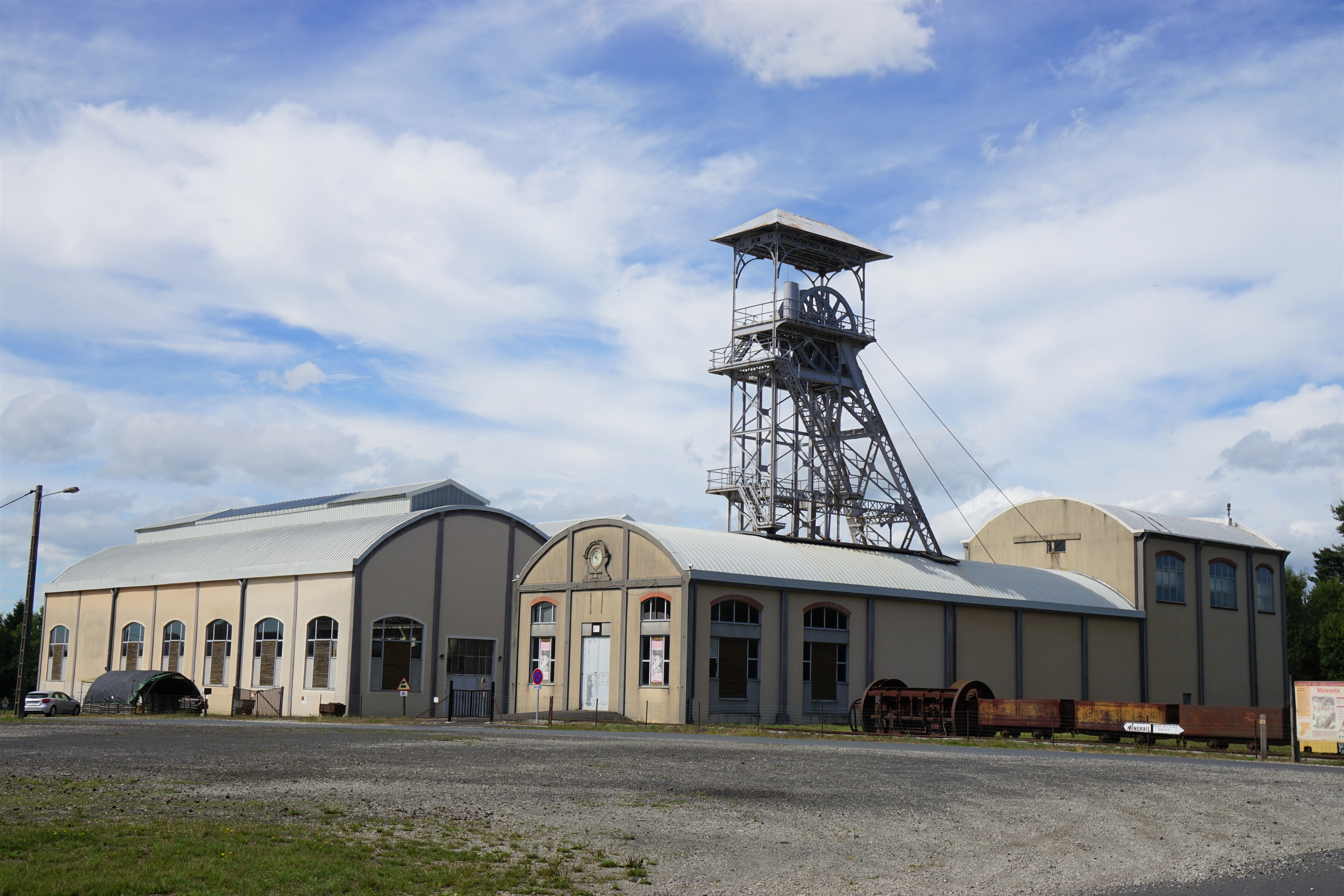
Vue générale du carreau.
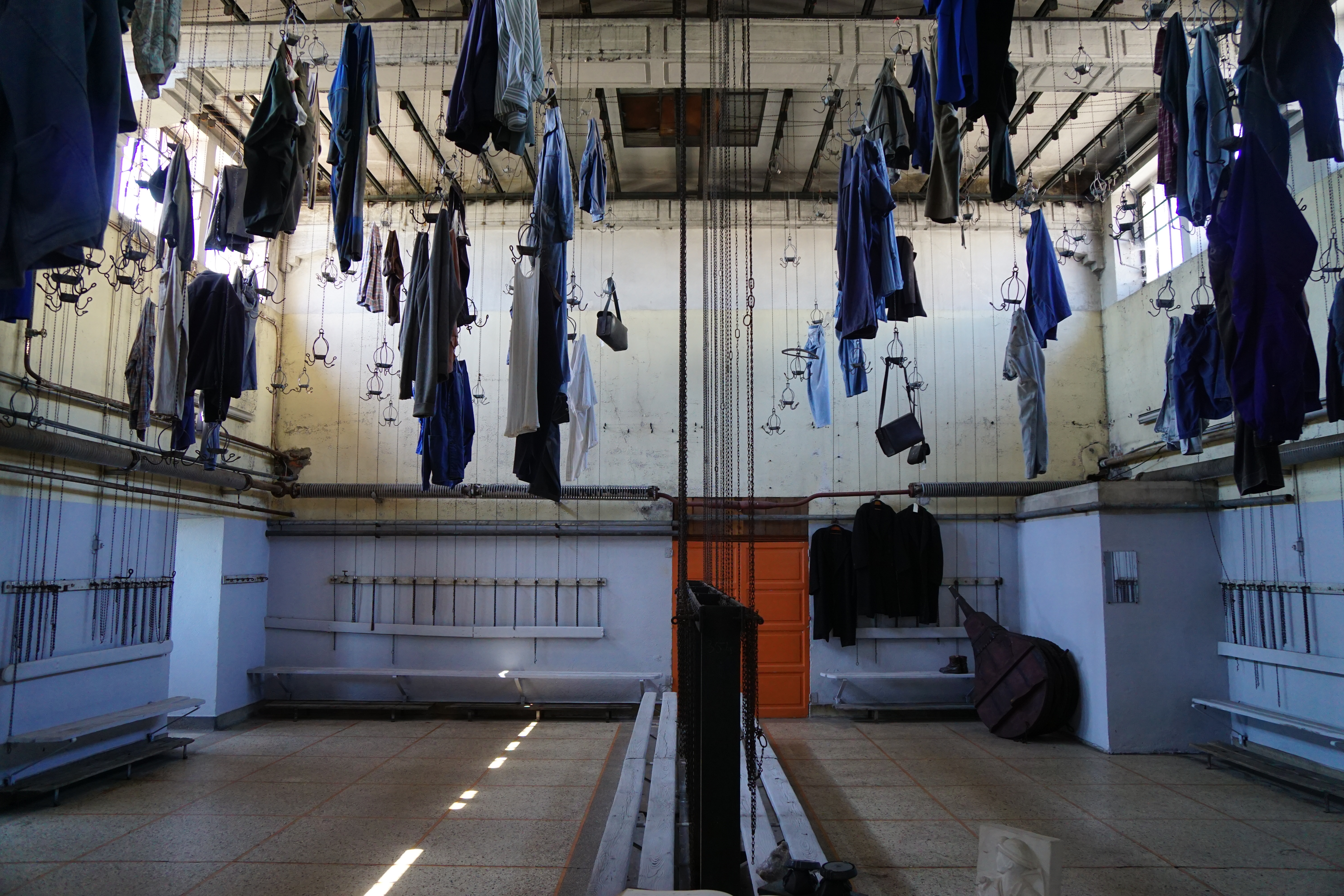
Salle des pendus de la chambre chaude.
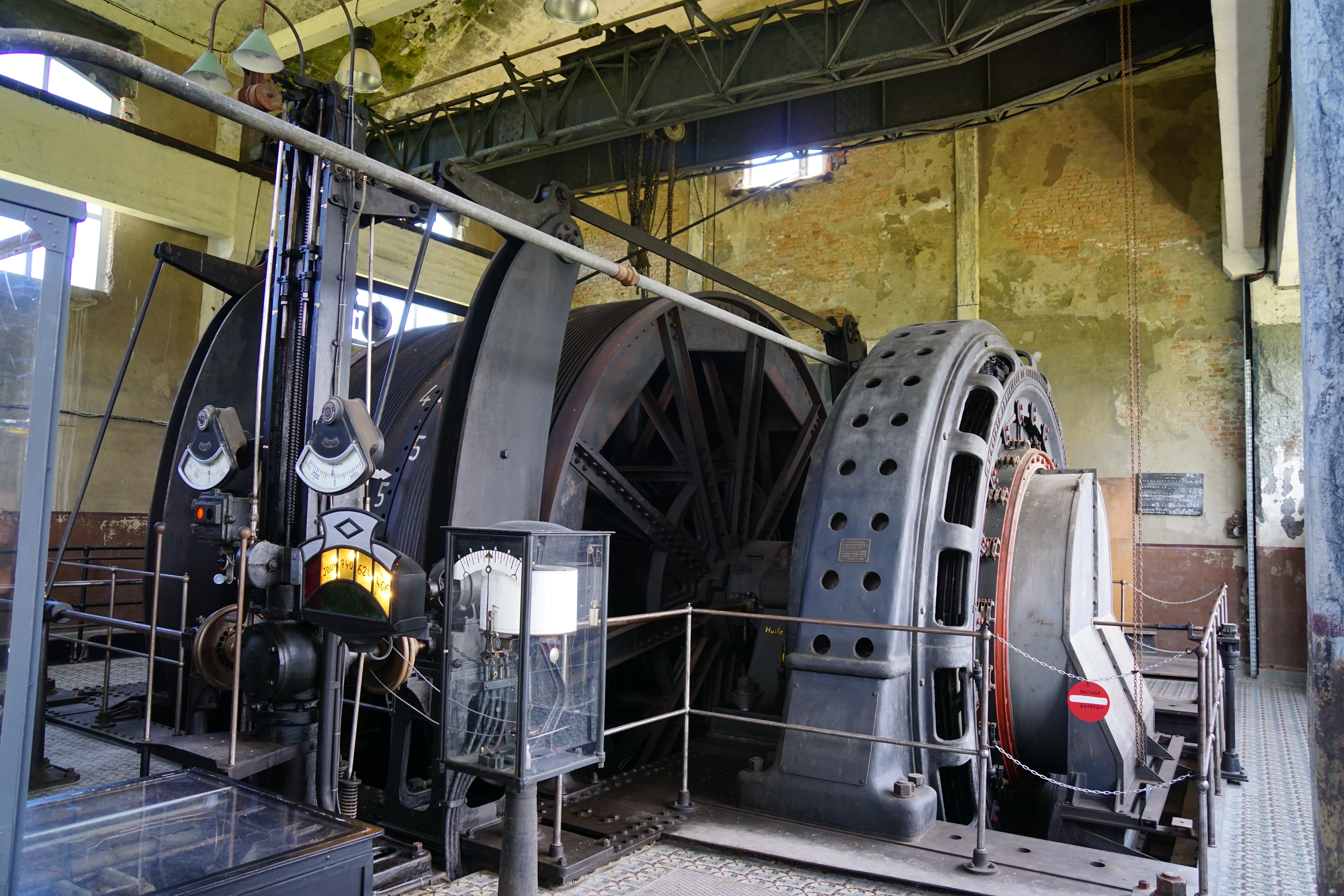
La machine d'extraction.

## Histoire

### Exploitation minière
Le charbon exploité dans le bassin minier est de l'anthracite appartenant au « grand sillon houiller du Massif central ». L'exploitation démarre de façon artisanale au XVIIIe siècle pour alimenter l'industrie chaufournière locale. L'extraction s'industrialise au XIXe siècle et la concession de Messeix change plusieurs fois de propriétaires. Le puits Saint-Louis est creusé de 1923 à 1928 jusqu'à 740 mètres de profondeur. En 1946, la compagnie est nationalisée au sein des houillères du bassin d'Auvergne, une division de Charbonnages de France. Les mines ferment en 1988.

### Musée
Après la fermeture des mines, l'association Minérail est créée en janvier 1990 pour préserver le carreau du puits Saint-Louis et en faire un musée.